# 付祝言
付祝言（つけしゅうげん）とは、能楽における上演形態のひとつ。附祝言とも表記する。

## 解説
付祝言とは本来、五番立の演能において五番目の能が鬼畜物など祝言性を持たない曲目であった場合、一日の演能をめでたく舞いおさめる意味でさらに一番、祝言の曲を追加して上演したことをいう。これは五番立による演能が本格的になった江戸時代に登場したもので、儀式的な演能であるために多くの場合、前場を省略した半能の形式で上演された。
ところがそこから転じて五番立ではない演能であっても、最後の曲の後でシテや囃子方が退出した後、地謡だけが舞台に居残って祝言曲のキリ終曲部分をつけくわえて謡い、本来の付祝言に代える形式が発生した。明治以後盛んになったこの形式を、現在ではもっぱら付祝言と称している。また、ここからさらに転じて追善会などの際に、追悼にふさわしい曲の終曲部分をつけくわえる慣習も生まれた。これを追加と称する。
付祝言に選ばれる曲は、『高砂』や『難波』のような調子の早い脇能か、『猩々』のような五番目の祝言物がふさわしいとされ、その日の正規の番組で取りあげた曲は避けることが多い。

## 付祝言の例
- 『高砂』：「千秋楽は民を撫で。万歳楽には命を延ぶ。相生の松風。颯々の声ぞ楽しむ。颯々の声ぞ楽しむ。」
演劇の公演最終日を「千秋楽」というのは、これに由来するともいわれる。
- 『難波』：「この音楽に引かれつつ。聖人御代にまた出で。天下を守り納むる。万歳楽ぞめでたき。」
- 『猩々』：「尽きせぬ宿こそめでたけれ。」
- 『靱猿』：「なほ千秋や万歳と。俵を重ねて面々に。俵を重ねて面々に。俵を重ねて面々に。楽しうなるこそ目出たけれ。」
狂言会などトメが狂言の場合には、狂言の付祝言が謡われる。